# Società Polisportiva Cailungo
La Società Polisportiva Cailungo es un club de fútbol con sede en Borgo Maggiore, San Marino. Fue fundado en 1974 y juega en el Campeonato Sanmarinense de fútbol. Los colores del equipo son rojo y verde.

## Palmarés

### Torneos nacionales
- Trofeo Federal de San Marino (1): 2002